# Kevin Connolly
Kevin Connolly (Long Island, 5 de março de 1974) é um ator e diretor de televisão americano. Connolly celebrizou-se por seu papel como Eric Murphy na série de televisão Entourage, da HBO, e como Ryan Malloy no programa Unhappily Ever After, exibido na década de 1990.

## Biografia
Connolly nasceu em Long Island, Nova York, filho de uma garçonete e um caminhoneiro. Começou sua carreira aos seis anos de idade, aparecendo em comerciais de televisão que incluíam a campanha "Betcha bite a chip", da Chips Ahoy. Em 1990 conseguiu seu primeiro papel no cinema, como Chickie, em Rocky V. Dois anos mais tarde Connolly foi escalado para o papel de Shaun Kelly na adaptação para o cinema do romance Alan & Naomi, de Myron Levoy, e co-estrelou a sitcom de curta duração da Fox, Great Scott!; sua aparição neste programa lhe rendeu posteriormente uma indicação para o Young Artist Award como "melhor ator jovem a co-estrelar uma série de televisão". Interpretou o filho de Dabney Coleman no filme The Beverly Hillbillies, de 1993, e continuou a fazer participações em séries de TV, como Wings, Getting By e o drama médico ER. 
De 1995 a 1996  Connolly atuou em Don's Plum, ao lado dos amigos e futuros parceiros Tobey Maguire e Leonardo DiCaprio. No mesmo ano conseguiu o papel de Ryan Malloy na sitcom Unhappily Ever After, que também marcou sua estreia atrás das câmeras, quando dirigiu seis episódios da quarta temporada da série. Em 2007 fez seu debut na direção com o filme Gardener of Eden, que estreou em abril no Tribeca Film Festival.
Além de seu trabalho da televisão, Connolly participou de diversos longas-metragens para o cinema, entre eles Antwone Fisher, John Q e The Notebook. Em agosto de 2007 assinou o contrato para interpretar um papel (coadjuvante/secundário) na comédia He's Just Not That Into You, com Drew Barrymore, lançada em 2009. Connolly teria sido escalado para interpretar o músico de jazz Benny Goodman num filme que está para ser lançado, que se passa durante a década de 1930 e mostra os primeiros grupos musicais interraciais da época.
Em outubro de 2008 Connolly foi contratado para dirigir seu primeiro videoclipe musical, para o rapper The Game, vencedor de diversos discos de platina. O clipe, que tem a participação especial do artista de R&B Ne-Yo, é da canção "Camera Phone", do último álbum de The Game, LAX.

## Filmografia
| Film      | Film                        | Film                            | Film                                        |
| Ano       | Filme                       | Papel                           | Obs.                                        |
| --------- | --------------------------- | ------------------------------- | ------------------------------------------- |
| 1990      | Rocky V                     | Chickie                         |                                             |
| 1992      | Alan & Naomi                | Shaun Kelly                     |                                             |
| 1993      | The Beverly Hillbillies     | Morgan Drysdale                 |                                             |
| 1995      | Angus                       | Andy                            |                                             |
| 1997      | Sub Down                    | Petty Officer Holliday          | Título alternativo: Sub Down: Take the Dive |
| 1999      | Tyrone                      | Sam Adams                       | Título alternativo: Bad Trip                |
| 2001      | Drum Solo                   |                                 |                                             |
| 2001      | Don's Plum                  | Jeremy                          |                                             |
| 2002      | Devious Beings              | Casey                           |                                             |
| 2002      | John Q                      | Steve Maguire                   |                                             |
| 2002      | Antwone Fisher              | Slim                            |                                             |
| 2003      | Whatever We Do              | -                               | Diretor                                     |
| 2004      | The Notebook                | Fin                             |                                             |
| 2005      | The Check Up                | Mike                            |                                             |
| 2007      | Gardener of Eden            | -                               | Diretor                                     |
| 2009      | He's Just Not That into You | Conor Barry                     |                                             |
| 2009      | The Ugly Truth              | Jim                             |                                             |
| Televisão |                             |                                 |                                             |
| Ano       | Título                      | Papel                           | Obs.                                        |
| 1992      | Great Scott!                | Larry O'Donnell                 | 1 episódio                                  |
| 1993      | Wings                       | Scotty Nelson                   | 1 episódio                                  |
| 1994      | Locals                      |                                 | Filme para a TV                             |
| 1994      | Getting By                  |                                 | 1 episódio                                  |
| 1994      | ER                          |                                 | 1 episódio, não-creditado                   |
| 1995      | CBS Schoolbreak Special     | Robert Sanderson                | 1 episódio                                  |
| 1995-1999 | Unhappily Ever After        | Ryan Malloy                     | 75 episódios; dirigiu 6 episódios           |
| 1996      | ABC Afterschool Special     | Kevin                           | 1 episódio                                  |
| 2000      | Up, Up, and Away!           | Malcolm                         | Filme para a TV                             |
| 2001      | First Years                 | Joe                             | 5 episódios                                 |
| 2001      | Sam's Circus                | Cabo John "Little Sarge" Rather | Filme para a TV                             |
| 2004-2011 | Entourage                   | Eric 'E' Murphy                 | Elenco principal                            |